# Лучковский сельский совет (Липоводолинский район)
Лучковский сельский совет (укр. Лучківська сільська рада) — входит в состав
Липоводолинского района
Сумской области
Украины.
Административный центр сельского совета находится в 
с. Лучка
.

## Населённые пункты совета
- с. Лучка
- с. Бухалово